# Neivamyrmex pacificus
Neivamyrmex pacificus é uma espécie de formiga do gênero Neivamyrmex.